# Sierra del Brezo
La sierra del Brezo, también conocida como sierra del Brezo y de La Peña, es una pequeña sierra del norte de España perteneciente a la parte central de la cordillera Cantábrica, situada en la comarca de la Montaña Palentina, en el norte de la provincia de Palencia (comunidad autónoma española de Castilla y León). Su mayor elevación es el pico del Fraile, con 2025 m s. n. m.

## Geografía

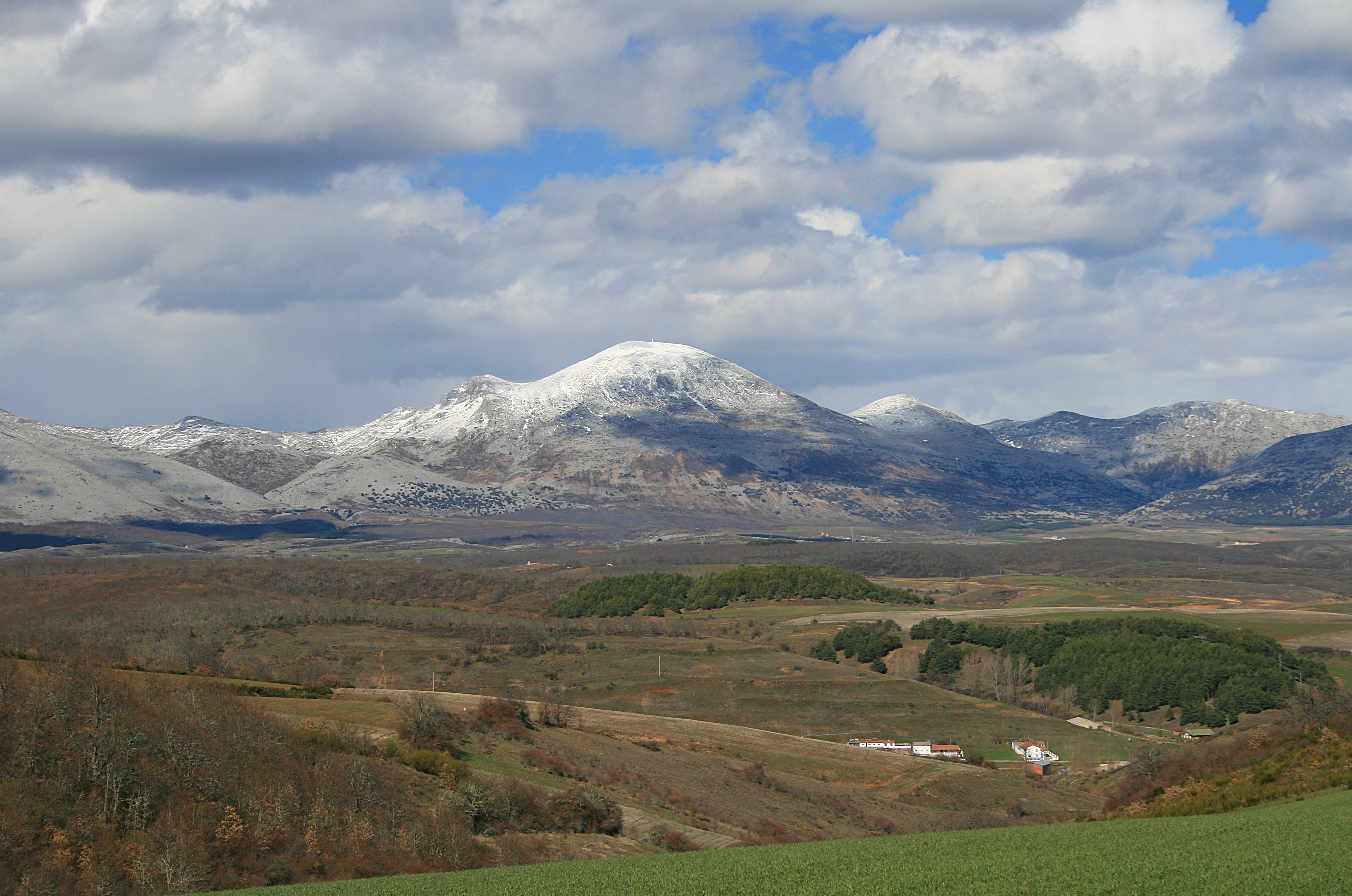
Vista de la vertiente sur de la sierra del Brezo desde Respenda de la Peña, con peña Redonda en primer plano. A sus pies se divisan las localidades de Las Heras y Santibáñez de la Peña.

Esta cadena montañosa es de composición caliza y no presenta masa arbolada, siendo lo predominante la gayuba y el brezo, se trata de una muralla natural entre la llanura y el parque natural de Fuentes Carrionas y Fuente Cobre-Montaña Palentina, donde nacen ríos como el Valdavia, Boedo y Burejo.

## Descripción
Se extiende unos 30 kilómetros entre las localidades de Guardo y Cervera de Pisuerga, con picos como Peña Redonda (1993 m s. n. m.) y El Fraile (2025 m s. n. m.).

## Turismo
Casi todos los pueblos de esta zona superan los 1000 m s. n. m. de altitud, destacando por su interés Pisón de Castrejón y el Santuario de la Virgen del Brezo.

## Medio Ambiente
En Velilla del Río Carrión la Obra Social de Caja España desarrolla diversos programas de ocio activo, con el objetivo de promover el respeto hacia el medio ambiente y el contacto con la naturaleza.

## Bosques singulares

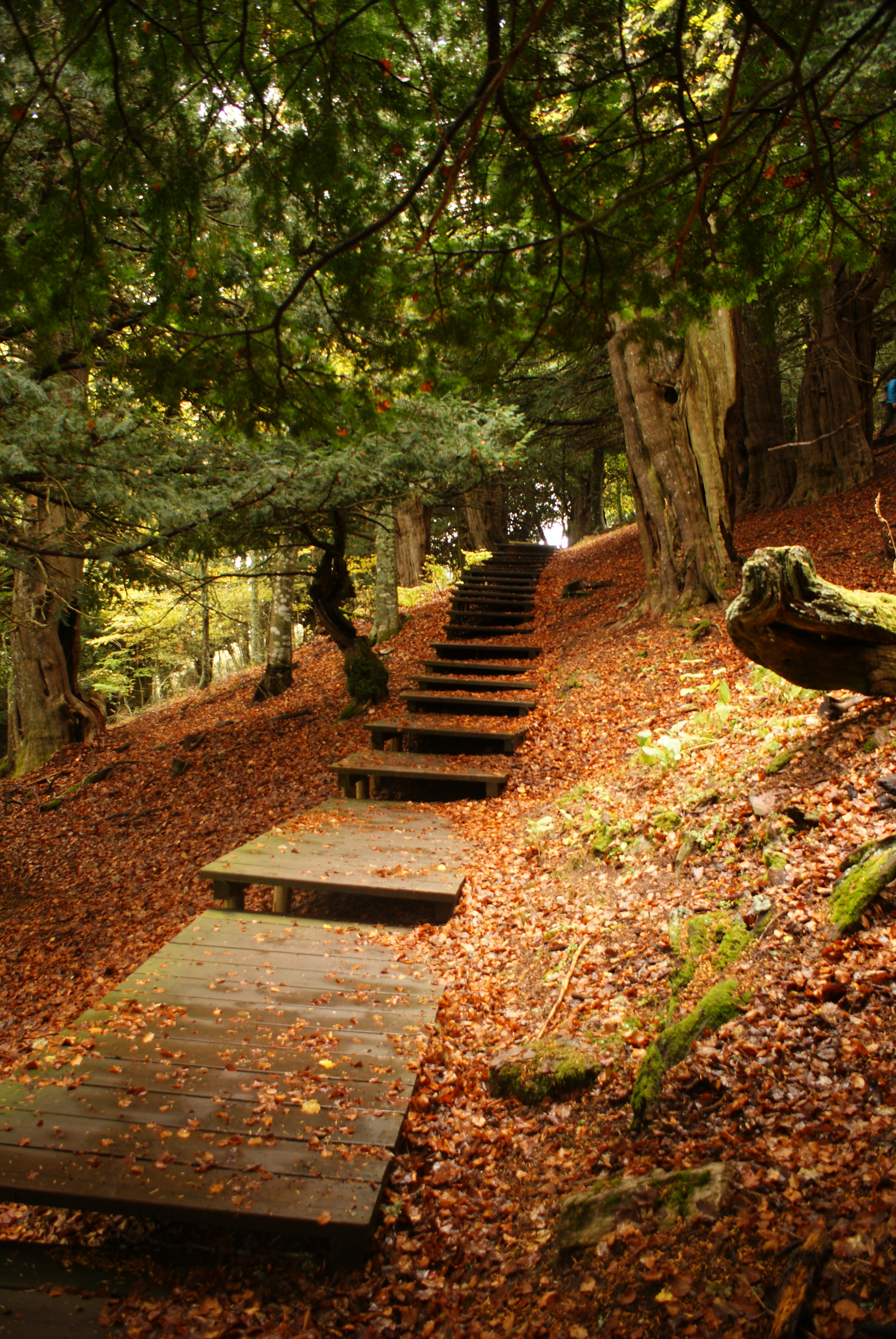
Vista de una senda en la Tejeda de Tosande.

En la sierra hay varios bosques destacados:
- el pinar de Peña Mayor, también conocido como pinar de Velilla, un bosque de pino silvestre superviviente de los extensos pinares que durante miles de años ocuparon estas montañas.
- la tejeda de Tosande, herencia de la era terciaria, considerada una joya botánica.
- el sabinar de Peña Lampa, el más septentrional de la península ibérica, ocupa la falda sur y este de esta cumbre de 1806 m, que se alza entre las provincias de Palencia y León.